# 阿尔西斯
阿尔西斯（法語：Arcisses，法語發音：[aʁsis]）是法国厄尔-卢瓦省的一个市镇，属于诺让勒罗特鲁区。该市镇于2019年由原市镇马尔贡、布吕内勒和库德勒索合并而成，行政中心位于马尔贡。

## 地名
该市镇得名于阿尔西斯河，其为流经当地的一条河流，是克洛什河的支流。

## 地理
阿尔西斯（48°16'46"N, 0°49'56"E）面积45.43 平方千米，位于法国中央-卢瓦尔河谷大区厄尔-卢瓦省，该省份为法国北部内陆省份，北起顺时针与厄尔省、伊夫林省、埃松省、卢瓦雷省、卢瓦-谢尔省、萨尔特省和奧恩省接壤。
与阿尔西斯接壤的市镇（或旧市镇、城区）包括：于讷河畔萨布隆、马罗勒莱比、蒂龙-加尔代、拉戈代讷、佩尔谢地区尚普龙、诺让勒罗特鲁、圣蒂尼。
阿尔西斯的时区为UTC+01:00、UTC+02:00（夏令时）。

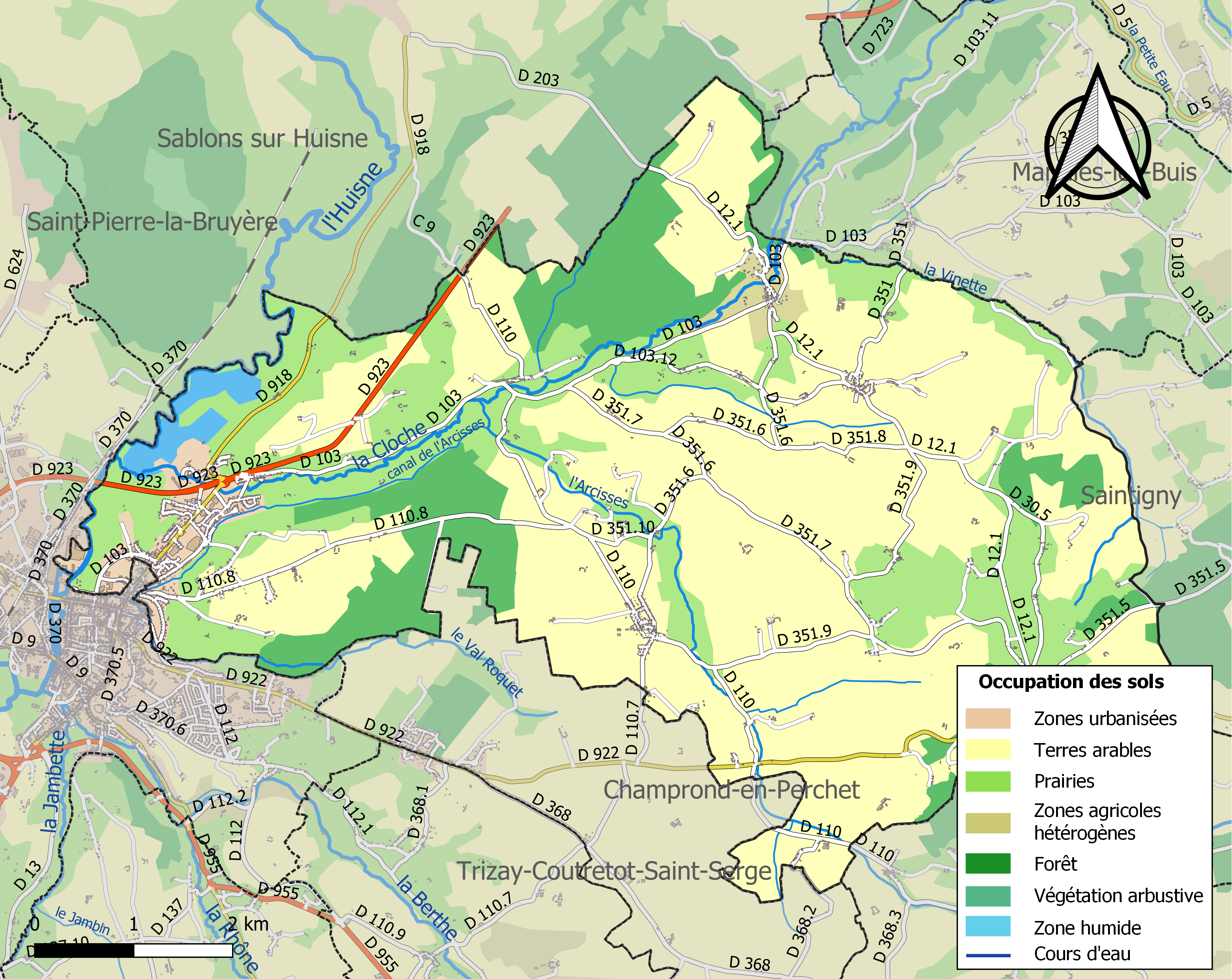
阿尔西斯的OSM定位图

## 行政
阿尔西斯的邮政编码为28400，INSEE市镇编码为28236。

## 政治
阿尔西斯所属的省级选区为诺让勒罗特鲁县。

## 人口
阿尔西斯于2022年1月1日时的人口数量为2209人。